# Leptophiloscia mira
Leptophiloscia mira là một loài chân đều trong họ Philosciidae. Loài này được Herold miêu tả khoa học năm 1931.